# آیرونکلاد کایو دویلیو
آیرونکلاد کایو دولیو (به انگلیسی: Italian ironclad Caio Duilio) یک کشتی بود که طول آن ۱۰۹٫۲ متر (۳۵۸ فوت ۳ اینچ) بود. این کشتی در سال ۱۸۷۶ ساخته شد.